# Ad van den Brink
Ad van den Brink es un escultor, pintor y ceramista neerlandés, nacido el 2 de octubre de 1944 en Oosterhout.

## Datos biográficos
Van den Brink nació en 1944 en Oosterhout. Siguió la formación de pintura monumental en la Academia de Bellas Artes de Róterdam. Después de graduarse se mudó a Sídney, donde tenía un estudio y una galería de arte. También estuvo trabajando como profesor de historia del arte en Gouda. Las obras de Van den Brink se han expuesto en su país natal y en el extranjero. Expuso en los Países Bajos en Delft, Leiden, Hazerswoude, Róterdam, La Haya y Wassenaar, en Alemania en Singen y en los Estados Unidos en Mitsawaka. En 1989, Van den Brink se asentó en Doesburg. En Doesburg, fue el fundador de la Ruta Cultural Doesburguesa.
Van den Brink ha realizado esculturas fiurativas de animales y trabajos no figurativos.

## Obras (selección)
| Título                                | Año  | Localización                                  | Material        | Imagen                 |
| ------------------------------------- | ---- | --------------------------------------------- | --------------- | ---------------------- |
|                                       | 1967 | Zoetermeer, relieve en la fachada de un banco |                 |                        |
| Negen turven                          | 1979 | Benthuizen , relieve en una escuela           |                 |                        |
| waterbollen globos de agua            | 1979 | Rijnsburg , fuente                            |                 |                        |
| Op Weg - HEK-mannen                   | 1994 | Borculo                                       |                 |                        |
| Op Weg - HEK-mannen                   | 1994 | Neede                                         |                 |                        |
| Op Weg - HEK-mannen                   | 1994 | Ruurlo                                        |                 |                        |
| Mens onderweg Hombres en la carretera | 1994 | Zelhem                                        |                 |                        |
| Twee vrouwen dos mujeres              | ???? | Doesburg                                      | bronce y piedra | - Pulsar para ampliar. |